# Lava Canyon
Lava Canyon är en kanjon i Kanada.   Den ligger i provinsen British Columbia, i den sydvästra delen av landet, 3 500 km väster om huvudstaden Ottawa. Lava Canyon ligger 1 077 meter över havet.
Terrängen runt Lava Canyon är huvudsakligen platt. Lava Canyon ligger nere i en dal. Trakten runt Lava Canyon är nära nog obefolkad, med mindre än två invånare per kvadratkilometer.. Det finns inga samhällen i närheten.
I omgivningarna runt Lava Canyon växer i huvudsak barrskog.